# Mesopsylla anomala
Mesopsylla anomala är en loppart som beskrevs av Liu Chiying, Tsai Liyen et Wu Wenching 1976. Mesopsylla anomala ingår i släktet Mesopsylla och familjen smågnagarloppor. Inga underarter finns listade i Catalogue of Life.